# Velkomoravská kamenná církevní architektura
Pozůstatky kamenných církevních staveb (kostelů) datovaných do období 9. století, nacházených na území Velkomoravské říše, představují konkrétní doklad přijetí křesťanství alespoň částí společnosti v říši Mojmírovců. Nejstarší zděné kostely vznikaly na ústředních hradištích, případně na samostatných opevněných dvorcích velmožů (tzv. vlastnické kostely). 
Podle starších názorů badatelů (přijímaných do konce 40. let 20. století) reprezentovaly sakrální velkomoravskou architekturu pouze celodřevěné stavby, existence kamenných staveb tehdy nebyla předpokládána. Proto i vůbec první odkrytý velkomoravský kostel (objevený J. Nevěřilem v Modré u Velehradu v roce 1911) byl dlouhou dobu považován za mladší stavbu, přestože v něm jeho objevitel již tehdy správně rozpoznal stavbu z doby velkomoravské. Teprve v roce 1949, po objevu pozůstatků dvou kostelů na území staroměstské sídelní aglomerace (v poloze Na valách a Špitálky) V. Hrubým a J. Poulíkem byly starší názory přehodnoceny a existence velkomoravské kamenné architektury obecně uznána. Od té doby „se rozvinula nikdy nekončící diskuse o původu jednotlivých stavebních typů těchto církevních objektů i jejich datování“ (Měřínský). Různost názorů je zapříčiněna skutečností, že dochované pozůstatky jednotlivých staveb jsou značně torzovité (často jen tzv. negativy – základové žlaby druhotně vyplněné stavební drtí, vzniklé dobýváním stavebního kamene), většinou se nedochovaly žádné opracované architektonické články a půdorysné dispozice většiny staveb je velmi jednoduchá. Mnohdy nepanuje ani shoda o chronologickém zařazení některých staveb do velkomoravského období (datování se většinou odvíjí od hrobové výbavy okolních pohřbů, pokud jsou v blízkosti stavby přítomny).

## Původ
Názory na původ nalezených velkomoravských staveb se liší. Badatelé vzory většinou hledají v některé z následujících oblastí (často počítají se vzory z více míst): v adriatické oblasti (Istrie a Dalmácie – V. Vavřínek, J. Pošmourný), v Byzanci (J. Cibulka), v prostředí iroskotských misií, ve franské říši (T. Štefanovičová), případně počítají s ryze domácím původem (V. Richter).

## Typy
Stavby velkomoravské církevní architektury vykazují poměrně velkou slohovou rozmanitost. Nacházíme jednolodní kostely, baziliky i rotundy. 

Trojlodní bazilika v Mikulčicích.
Bazilika na bratislavském hradě a některé z možných forem závěru.
Jednoloďní kostel s trojlístkovým závěrem na Děvíně.
Jednoduchý jednolodní kostel v Nitře.
Rotunda v Ducovém - Kostolci.

## Lokality
Lokality, na nichž je prokázána nebo se předpokládá existence kamenných církevních staveb z 9. století:
Česko
- Valy u Mikulčic
- Modrá u Velehradu
- Staré Město u Uherského Hradiště
- Uherské Hradiště-Sady
- Pohansko u Břeclavi
- Znojmo-Hradiště

Slovensko
- Bratislava
- Devín
- Ducové
- Nitra
- Kopčany – kostel svaté Markéty Antiochijské[p. 1]
- Kostoľany pod Tribečom – kostel svatého Jiří[p. 1]
- Nitrianska Blatnica – rotunda svatého Jiří[p. 1]
- Skalka-Chocheľ[p. 2]
- Trenčín[p. 3]